# Almirante Golovkó (2021)
El Almirante de la Flota Golovkó, más conocido como Almirante Golovkó (en ruso: Адмирал флота Касатонов) es una fragata de la clase Almirante Gorshkov de la Armada rusa. Lleva su nombre en honor al almirante soviético Arseni Golovkó.

## Diseño
La clase Almirante Gorshkov es la sucesora de las fragatas de la clase Neustrashimy y la clase Krivak. A diferencia de sus predecesoras de la era soviética, los nuevos barcos están diseñados para múltiples funciones. Deben ser capaces de ejecutar ataques de largo alcance, realizar guerras antisubmarinas y llevar a cabo misiones de escolta.

## Construcción

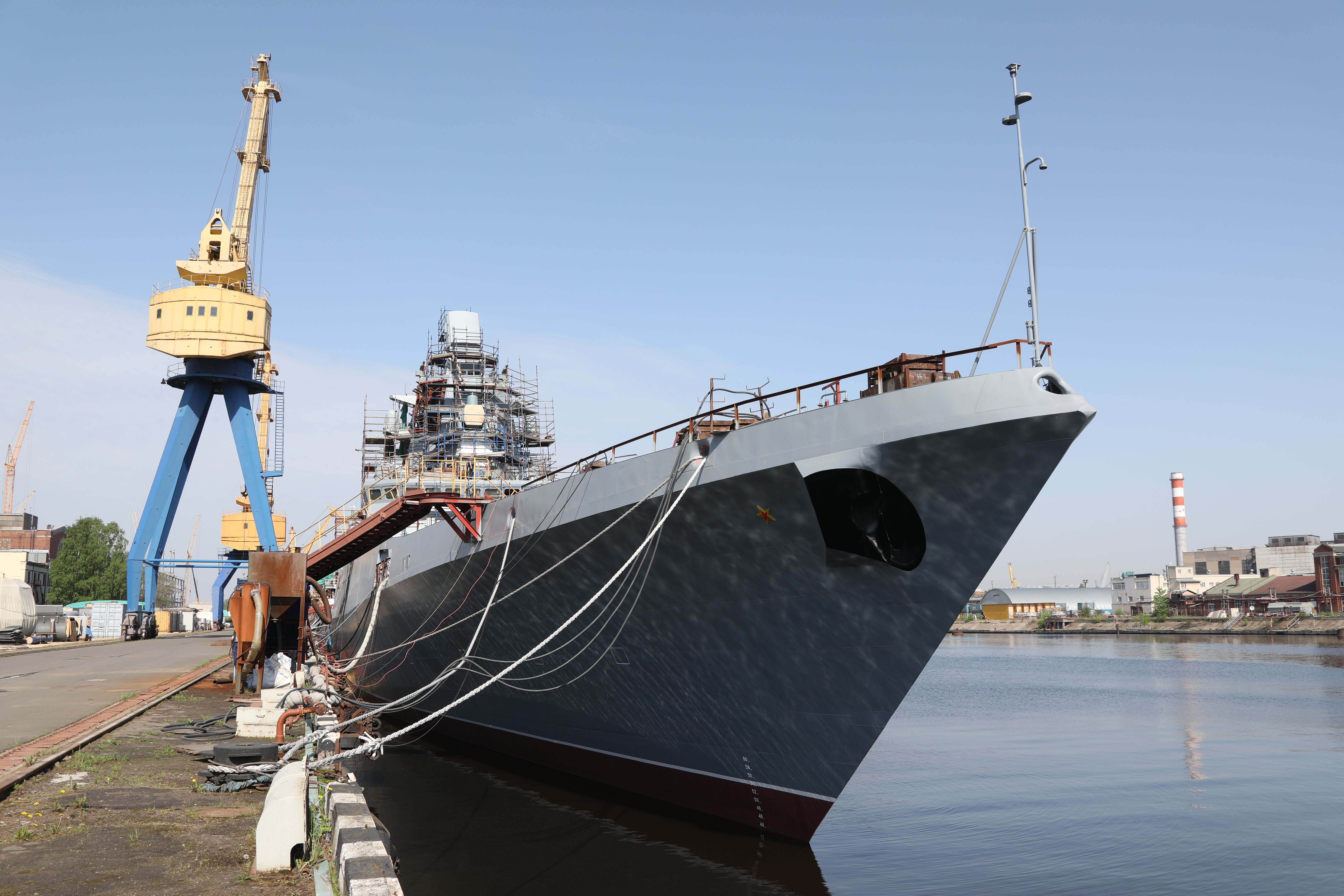
El Almirante Golovkó durante la finalización de su construcción en Severnaya Verf, año 2021.

El Almirante Golovkó fue iniciado el 1 de febrero de 2012 y botado el 22 de mayo de 2020 por Severnaya Verf en San Petersburgo. Su puesta en servicio está programada para 2022.
Se informó que el Almirante Golovkó sería el primer barco de superficie ruso armado con misiles hipersónicos 3M22 Zircon. Se esperaba que fuera desplegada con la Flota del Norte una vez fuera dado de alta para el servicio.
El 28 de noviembre de 2022, el Almirante Golovkó se hizo a la mar por primera vez y comenzó las pruebas de mar.

## Historial de servicio
El 25 de diciembre de 2023, el Almirante Golovkó fue puesto en servicio en la Armada rusa, en presencia del presidente ruso Vladímir Putin. Llegó a su puerto base de Severomorsk el 11 de enero de 2024.